# Euonymus tingens
Euonymus tingens är en benvedsväxtart som beskrevs av Nathaniel Wallich. Euonymus tingens ingår i släktet Euonymus och familjen Celastraceae. Inga underarter finns listade.